# .460 S&W Magnum
El .460 S&W Magnum  es un cartucho potente para revólver diseñado para caza con arma corta a larga distancia, y para el Smith & Wesson  M460. Fue diseñado en el año 2005.

## Desempeño
Smith & Wesson afirma que el .460 S&W es el cartucho de revólver de más alta velocidad del mundo, disparando balas a 2330 pies por segundo (710 m/s). Con la nueva carga de Bore Buffalo, el .460 S&W puede conseguir casi 2900 pie-libras de energía enviando una bala de 360 granos a 1900 ft/s  (579 m/s). Por comparación, el .500 S&W Magnum ofrece ligeramente más energía en boca, enviando una bala de 350 granos a 1975 ft/s (601 m/s) para un total de 3031 pie-libras.